# Attitude (canción de Metallica)
«Attitude» es la decimosegunda canción del álbum ReLoad de la banda de thrash metal Metallica.
La canción esta más ambientada al hard rock que algunas otras canciones como Fuel o The Memory Remains. La canción puede hablar de la actitud arrogante de una persona, y de como siente que el mundo lo ve precisamente por tal actitud.
Esta canción nunca ha sido tocada en vivo por el grupo.

## Créditos
- James Hetfield: voz, guitarra rítmica
- Kirk Hammett: guitarra líder
- Jason Newsted: bajo eléctrico, coros
- Lars Ulrich: batería, percusión